# Mantike
Mantike of mantike techne (Oudgrieks μαντικὴ τέχνή / mantikê tékhnê), ook mantiek, is de naam die in het oude Griekenland werd gegeven aan de gave of de kunst van de voorspelling. Het geloof van de oude Grieken, dat het mogelijk was te ontdekken wat was verborgen of wat ging gebeuren, kwam voort uit het idee dat de goden, wanneer men het verzocht door gebed, of zelfs wanneer men het niet verzocht, regelmatig voorspellingen deden aan mensen, door middel van rechtstreeks inspiratie of door voortekens die om interpretatie vroegen. Men had in de oudheid dan ook twee manieren om voorspellingen op te delen: ofwel in zelf uitgelokte en de mens overvallende voorspellingen, ofwel in geïnspireerde of intuïtieve en inductieve voorspellingen.

## Zelf uitgelokte voorspellingen

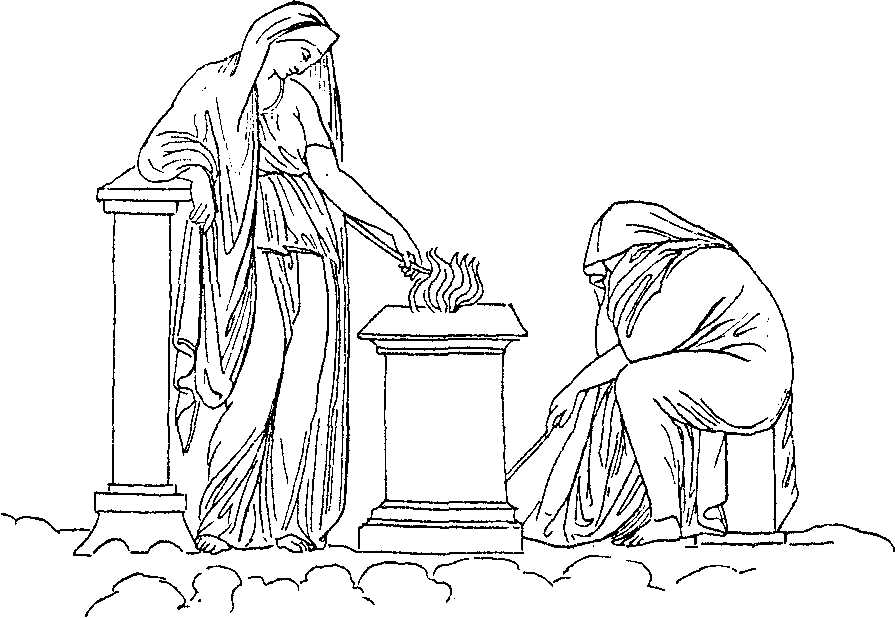
Pyromanteia door de Pyracaoi te Delphi.

Bij belangrijke ondernemingen, in het bijzonder bij oorlog, deed men beroep op een onderzoek van de toestand van de offerdieren of hieroskopia (ἱεροσκοπία / hieroskopía); ossen, schapen en ook zwijnen waren de meest voorkomende slachtoffers. De belangrijkste aandachtspunten hierbij waren: normale of abnormale aard van de ingewanden, voornamelijk de lever, met de galblaas en ook het hart, de milt en de longen. De verschillende soorten van ingewanden en hun abnormale toestand vormde het onderwerp van een zeer uitvoerig systeem, zodat geen enkel oud-Griekse leger kon uittrekken zonder een bekwame ziener. Wanneer de voortekens ongunstig waren, werd het offer herhaald tot zij gunstig waren of de onderneming werd uitgesteld. Ook de manier waarop de dieren naar de offertafel gingen, gewillig of met weerzin, enz., werd beschouwd als een voorteken, alsook de manier waarop het offer op het altaar verbrandde, de branden van de vlam zelf, het opstijgen of neerdalen van de rook, enz. Deze voortekens die werden opgemaakt uit vuur waren het onderwerp van de pyromanteia.

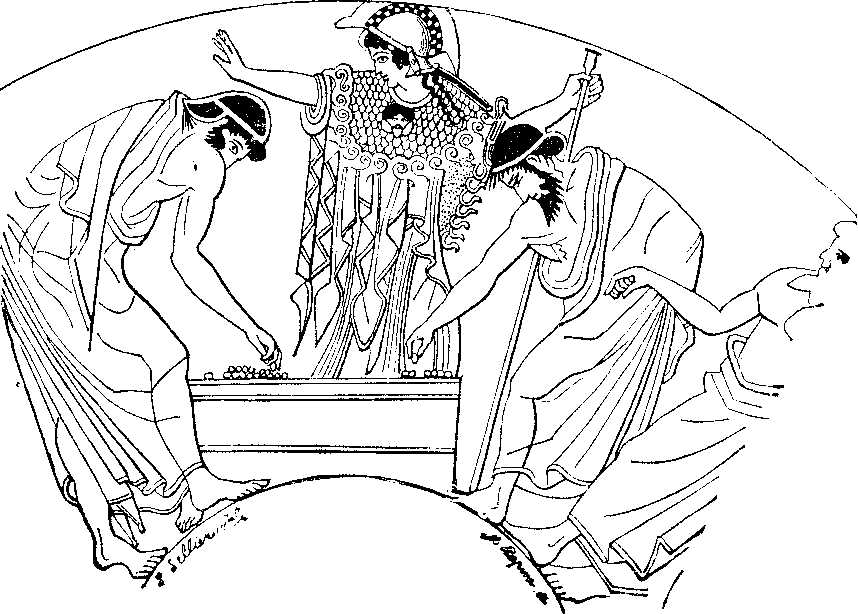
Klêromanteía met steentjes (lithobólos - « stenen werpend ») door twee krijgers in de aanwezigheid van Athena (Skoras) (kop van Douris, ca. 5e eeuw v.Chr.).

Er was inderdaad een algemene neiging om alle opvallende en ongewone gebeurtenissen te beschouwen als aanwijzing van de goden, en om hen zelf te interpreteren, of hen door bekwame zieners te laten interpreteren. Van oudsher werden de toevallige uitlatingen van anderen, afhankelijk van het moment, als profetisch beschouwd (κληδών / klêdôn (« gerucht »)). Voor zo'n voortekens werden ook de goden aanroepen. Behalve deze, werden lotten en dobbelstenen gebruikt voor voorspellingen (κληρομαντεία / klêromanteía (« voorspelling door lot »; cf. Μοῖραι / Moĩrai - « zij die het lot uitdelen »). Er waren vele andere artificiële varianten van de kunst van de waarzeggerij, waarvan enkele zeer vreemd zijn, die in latere tijden bij de lagere klassen populair waren; zoals waarzeggerij met een zeef die door draden werd tegengehouden, ten einde dieven of remedies tegen ziektes te ontdekken, enz., dat bij het vermelden van de gezochte naam de zeef stopte met draaien. Reeds bij Aristoteles werd er gezinspeeld op chiromantie of handlijnkunde.

## De mens overvallende voorspellingen
De mens overvallende voorspellingen waren die voorspellingen die werden gedaan wanneer een mens de inspiratie van de goddelijkheid ontving in een droom of in een extatische staat. Het geloof in goddelijke inspiratie in dromen was van zeer oude datum (onder andere vermeld door Plutarchus) en bleef behouden toen de natuurlijke oorzaken van dromen reeds waren bekend. De betekenis van profetische dromen kon echter niet altijd onmiddellijk worden begrepen; zij waren voornamelijk symbolisch en vereisten daarom een interpretatie. Als een richtlijn hiervoor, ontstonden in de loop van tijd hiervoor een aantal regels die op ervaring waren gebaseerd, die een speciale kunst voortbracht, die van de dromeninterpretatie, waarvan we enige idee hebben door de oneirokritika, over de interpretatie van dromen, van Artemidorus (q.v.). Op eenzelfde manier moesten de dromen verkregen door te slapen in een Grieks heiligdom (incubatio), die altijd als profetisch werden beschouwd, gewoonlijk door een priester worden geïnterpreteerd.
De macht om in wakkere toestand min of meer duidelijk dingen te zien die voor het gewone zicht verborgen bleven, werden door de Grieken beschouwd als een speciale gave van Apollon. Het is van hem dat Homerus zegt dat Calchas zijn voorspellingen ontving, hoewel er geen melding wordt gemaakt van de extatische staat die gewoonlijk met deze vorm van waarzeggerij gepaard ging. Bij de orakels werd deze staat gewoonlijk voortgebracht door externe factoren; vrouwen werden beschouwd als hiervoor bijzonder vatbaar te zijn. Naast orakels en vermeende geïnspireerde personen, maakte men gebruik van verschillende verzamelingen van oudere profetische gezegdes en schijnvoorspellingen van profeten en profetessen uit vroegere tijden. Zo'n collecties waren niet alleen in het bezit van staten en priesterscolleges maar ook in dat van individuen, chresmologi genoemd, die een beroep deden op hun verzamelingen wanneer men door degenen die in hen geloofden hen betaalden om dit te doen, en ze legde dikwijls ook de donkere gezegdes uit. Zoals de profeten door onmiddellijke inspiratie, werden ook die die volgens bepaalde regels de goddelijke voortekens interpreteerde zieners genoemd, die het onderwerp vormden van de zelf uitgelokte variant van de kunst van het waarzeggen.

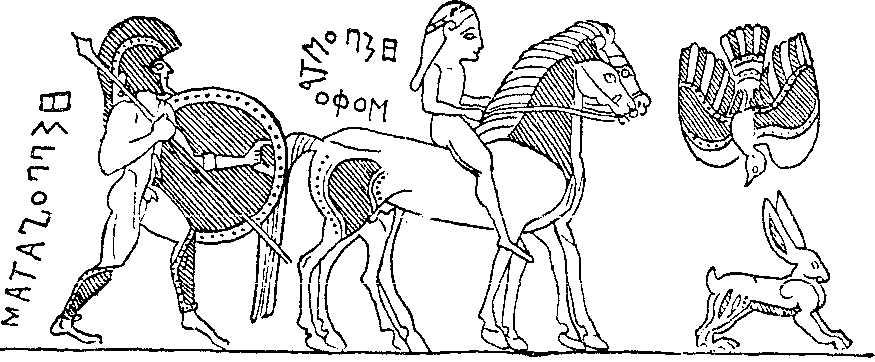
Uit het neervallen van de vogel tracht men een voorteken op te maken (ornithomanteía).

Vanaf de alleroudste tijden werd een bijzondere belang gehecht aan voortekens door vogels (ὀρνιθομαντεία / ornithomanteía (« vogelvoorspelling »); in antwoord op een gebed of niet), die van elkaar werden onderscheiden door verschillende regels, deels met betrekking op de vogelsoort, deels met betrekking op de manier van hun verschijnen; b.v. de richting (gunstig wanneer ze van rechts kwamen, ongunstig wanneer ze van de linkerzijde kwamen aanvliegen), vlucht, landen, gezang en al het andere wat vogels doen. De meest geobserveerde vogels waren de roofvogels die het hoogst en alleen vliegen, de adelaar (de bode van Zeus), de reiger, de havik, de valk en de gier; met betrekking tot raven en kraaien werd het krassen als een voorteken gezien.
De verschillende fenomenen van de hemel werd als tweede belangrijkste goddelijke voortekens beschouwd. Of donder en bliksem als dan niet gunstig waren, werd ook door de richting, rechts of links, waaruit zij kwamen bepaald. In Sparta meende men dat vallende sterren het ongenoegen van de goden over de Spartaanse koningen aantoonden. Zons- en maansverduisteringen, kometen en meteoren waren voortekens die men als terreur voorspellend inspireert. Profetieën uit de sterren werd echter pas bekend in het oude Griekenland ten tijde van Alexander de Grote.

## Referentie
- O. Seyffert, art. Mantǐkē, in O. Seyffert, Dictionary of Classical Antiquities, Londen, 1894, pp. 374-375.